# Barry Watson
Barry Watson, född Michael Barrett Watson den 23 april 1974 i Traverse City, Michigan, är en amerikansk skådespelare. 

## Karriär
Watson är mest känd för sin roll som Matt Camden i den amerikanska dramaserien Sjunde himlen. 
Vid åtta års ålder flyttade Watsons familj till Dallas i Texas där han började arbeta som modell. Då han var 14 år skildes hans föräldrar. Vid 19 års ålder flyttade han till Los Angeles och fick rollen som Matt Camden i Sjunde himlen. Han fick diagnosen Hodgkins Lymfom i maj 2002. 
Barry medverkade 2006-2007 i dramakomediserien What About Brian där han har huvudrollen som Brian Davis. 2007-2009 hade han en roll i Samantha med Christina Applegate i huvudrollen. Han har även medverkat i sista säsongen av den amerikanska dramaserien Gossip Girl (2012), där han har rollen som Steven Spence som dejtar Serena van der Woodsen (Blake Lively). Just nu spelar han karaktären Davis i tv-serien Hart of Dixie.
Watson har varit gift två gånger och har tre barn, Oliver, Felix och Clover Clementyne. 

## Filmografi (urval)
- 1990 – Våra bästa år (TV-serie)
- 1996 – Sjunde himlen (TV-serie)
- 1999 – Killing Mrs. Tingle
- 2001 – Ocean's Eleven
- 2002 – Sorority Boys
- 2005 – Boogeyman
- 2006–2007 – What About Brian (TV-serie)
- 2007–2009 – Samantha Who? (TV-serie)
- 2012 – Gossip Girl (TV-serie)
- 2014 – Masters of Sex (TV-serie)
- 2014 – Hart of Dixie (TV-serie)